# تشريع (قانون)

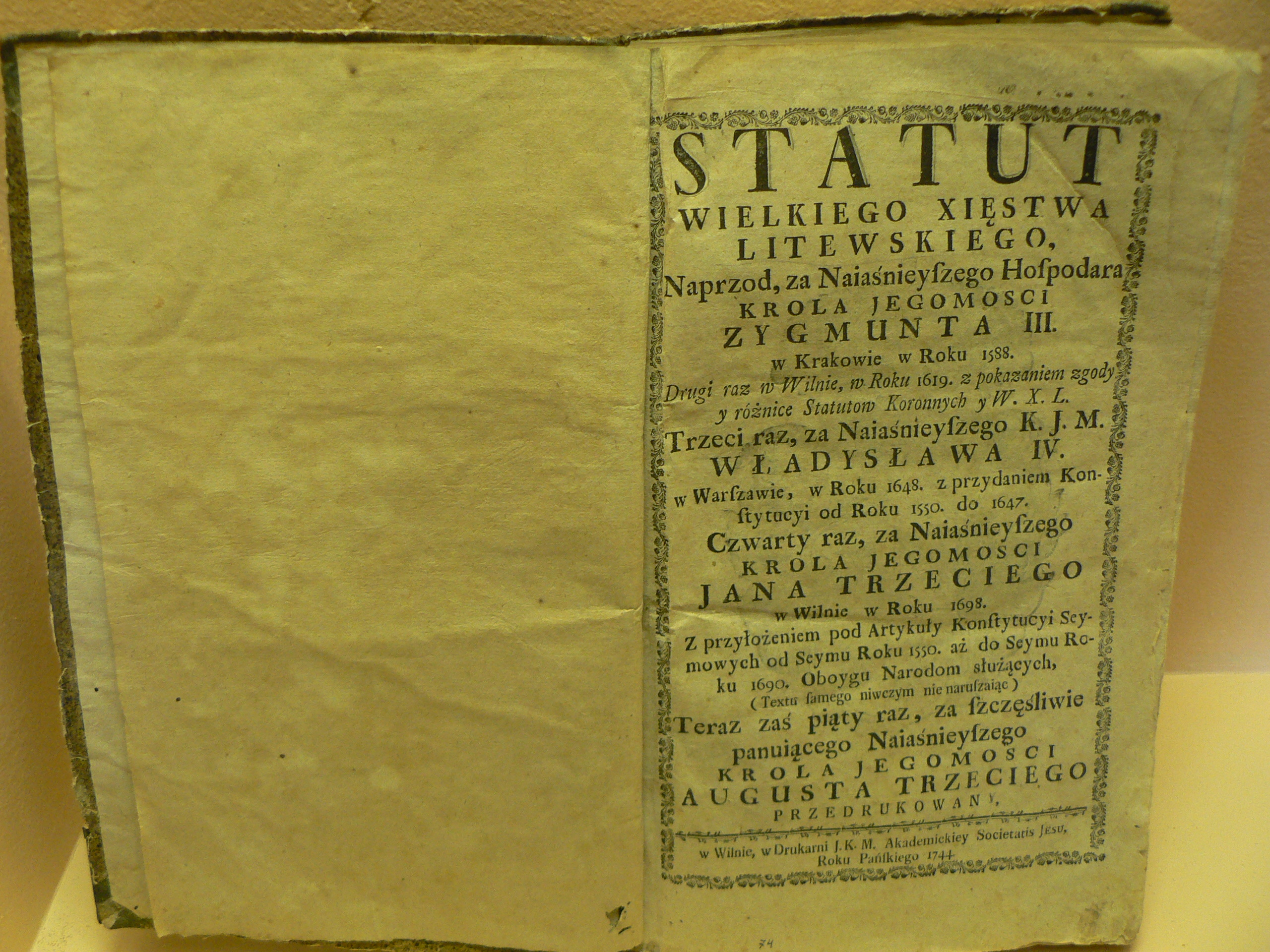
التشريع الأساسي لدوقية ليتوانيا الكبرى، مكتوب باللغة البولندية

التشريع هو قانون رسمي مكتوب لسلطة تشريعية يحكم الكيانات القانونية لمدينة أو ولاية أو بلد عن طريق الموافقة. عادة، تأمر القوانين أو تحظر شيئًا ما، أو تعلن السياسة. القوانين هي القواعد التي تضعها الهيئات التشريعية؛ وهي متميزة عن السوابق القضائية أو السوابق التي تصدرها المحاكم والأنظمة الصادرة عن الجهات الحكومية.

## النشر والتنظيم
في جميع البلدان تقريبًا، يتم نشر وتوزيع القوانين التي تم سنها حديثًا بحيث يمكن للجميع البحث عن القانون التشريعي. يمكن أن يتم ذلك في شكل جريدة حكومية قد تشمل أنواعًا أخرى من الإشعارات القانونية التي أصدرتها الحكومة، أو في شكل سلسلة من الكتب التي يقتصر محتواها على القوانين التشريعية. في أي من الشكلين، تُنشر القوانين تقليديًا بترتيب زمني بناءً على تاريخ التشريع.
مشكلة عالمية واجهها المشرعون عبر تاريخ البشرية هي كيفية تنظيم التشريعات المنشورة. عادة ما تكون مثل هذه المنشورات تبدأ صغيرة ولكنها تنمو بسرعة بمرور الوقت، حيث يتم سن قوانين جديدة استجابة لمتطلبات اللحظة. في نهاية المطاف، يضطر الأشخاص الذين يحاولون العثور على القانون إلى الفرز من خلال عدد هائل من القوانين التي تم سنها في نقاط مختلفة في الوقت المناسب لتحديد الأجزاء التي لا تزال سارية.
الحل المتبع في العديد من البلدان هو تنظيم القانون التشريعي الحالي في ترتيبات موضعية (أو "مقننة") ضمن منشورات تسمى الرموز، ثم التأكد من أن القوانين الجديدة تتم صياغتها باستمرار بحيث تضيف أو تعدل أو تلغي أو تنقل أقسام الشفرة المختلفة. بدوره، من الناحية النظرية، سيعكس القانون من الآن فصاعدًا الحالة التراكمية الحالية للقانون التشريعي في هذا الاختصاص. يُميّز القانون التشريعي في العديد من الدول ويخضع للقانون الدستوري.

## معاني بديلة
قانون دولي
يستخدم مصطلح النظام الأساسي أيضًا للإشارة إلى معاهدة دولية تنشئ مؤسسة، مثل النظام الأساسي للبنك المركزي الأوروبي، وبروتوكولًا للمحاكم الدولية أيضًا، مثل النظام الأساسي لمحكمة العدل الدولية ونظام روما الأساسي للمحكمة الجنائية الدولية. القانون هو أيضا كلمة أخرى للقانون. تم تعديل المصطلح من إنجلترا في حوالي القرن الثامن عشر.
قانون الحكم الذاتي
في مجتمعات الحكم الذاتي في إسبانيا، يعد قانون الحكم الذاتي مستندًا قانونيًا مشابهًا لدستور الدولة الفيدرالية، باستثناء أنه يتم سنه من قبل الهيئة التشريعية الوطنية، بدلاً من المجتمع المستقل الذي يحكمه. تتمتع قوانين الحكم الذاتي في إسبانيا برتبة ley organica (القانون العضوي)، وهي فئة من التشريعات الخاصة محفوظة فقط للمؤسسات والقضايا الرئيسية والمذكورة في الدستور (أعلى صك قانوني في إسبانيا). مرتبة Leyes organicas بين الدستور والقوانين العادية. تم اختيار الاسم، من بين أمور أخرى، لتجنب الخلط مع مصطلح الدستور (أي الدستور الإسباني لعام 1978).

## فرائض دينية
دارما
ما يدعم أو يدعم أو يحافظ على النظام التنظيمي للكون بمعنى القانون أو القانون الطبيعي. هذا مفهوم ذو أهمية مركزية في الفلسفة والدين الهندي.